# Hamdán el-Kamáli
Hamdán Ismail Mohammed el-Kamáli (arabul: حمدان الكمالي; Abu-Dzabi, 1989. május 2. –) egyesült arab emírségekbeli válogatott labdarúgó, az El Vahda hátvédje.

## Pályafutása

### A válogatottban
2008-ban mutatkozott be az Egyesült Arab Emírségek válogatottjában. 2011-ben behívták a katari Ázsia-kupára induló keretbe. 2015-ben is részt vett az Ázsia kupán.